# Casa al carrer dels Horts, 20 (Colera)
La Casa al carrer dels Horts, 20 és un edifici del municipi de Colera (Alt Empordà) que forma part de l'Inventari del Patrimoni Arquitectònic de Catalunya. Està situada dins del nucli urbà de la població de Colera, al bell mig del poble davant la plaça Pi i Maragall (plaça de l'Arbre) i delimitada pels carrers dels Horts i Francesc Ribera.

## Descripció
Edifici cantoner amb xamfrà de planta rectangular, amb la coberta de teula de quatre vessants i distribuït en planta baixa i dos pisos. Les obertures són rectangulars, amb el portal principal reformat per adaptar-lo al nou ús de la planta baixa. Està ubicat al xamfrà i presenta una columna estriada amb basament i capitell. Damunt seu hi ha un balcó exempt amb la llosana semicircular i barana de ferro treballada. El finestral de sortida presenta una motllura decorativa a manera de guardapols, que es repeteix a les obertures situades al primer pis, majoritàriament a les balconades de la façana posterior. Les finestres de la segona planta són senzilles, amb l'emmarcament arrebossat. La construcció està arrebossada i pintada de color rosat.